# الانتخابات الرئاسية الكورية الجنوبية 1967
الانتخابات الرئاسية الكورية الجنوبية 1967 هي انتخابات رئاسية ‏ جرت في 3 مايو 1967، في كوريا الجنوبية، لانتخاب رئيس كوريا الجنوبية.
فاز بالانتخابات باك تشونغ هي.